# Nederlandse jeugdschaakkampioenschap
Het Nederlandse jeugdschaakkampioenschap is een kampioenschap schaken voor de jeugd, dat sinds 1951 jaarlijks gehouden wordt. Aanvankelijk ging het om een enkele categorie 'jeugd van 12 tot 20 jaar' (vanaf 2020 t/m 18 jaar), maar in de loop van de jaren is het uitgebreid met de categorieën 'meisjes tot en met 20 jaar' (1976, vanaf 2020 t/m 18 jaar), 'jeugd tot en met 16 jaar' (1982), 'meisjes tot en met 16 jaar' (1982), 'jeugd tot en met 14 jaar' (1989) en 'meisjes tot en met 14 jaar' (1989).

## Kampioenen jeugd tot 20 jaar (vanaf 2020 t/m 18 jaar)
| Jaar | Plaats     | Goud                   | Zilver                                                | Brons                                                 |
| ---- | ---------- | ---------------------- | ----------------------------------------------------- | ----------------------------------------------------- |
| 1951 | Rotterdam  | W.J. Geus              | Jaap Staal?                                           | van Bemmelen?                                         |
| 1952 | Breda      | Dirk van Geet          | Plokker?                                              | Oudheusden?                                           |
| 1953 | Leiden     | Frits Roessel          | Van Uden                                              | Plokker                                               |
| 1954 | Amersfoort | Frits Roessel          | Jan van Son                                           | Bink                                                  |
| 1955 | Enschede   | Joop van Oosterom      | Frits Roessel                                         | J. de Jong                                            |
| 1956 | Den Haag   | Frits Roessel          | Joop van Oosterom                                     | Van de Zouwen                                         |
| 1957 | Nijmegen   | Lex Jongsma            | 2e t/m 4e plaats: W. Ooiman, C.W. Jansen, Th. Slisser | 2e t/m 4e plaats: W. Ooiman, C.W. Jansen, Th. Slisser |
| 1958 | Rotterdam  | Frans Kuypers          | Joop van Oosterom?                                    | F.v.Wijngaarden                                       |
| 1959 | Vlissingen | Frans Kuypers          | Coen Zuidema                                          | Joop van Oosterom                                     |
| 1960 | Diever     | Frans Kuypers          | Fietje                                                | Joop van Oosterom                                     |
| 1961 | Hengelo    | Coen Zuidema           | Diekstra                                              | Verreck                                               |
| 1962 | -          | Frans Kuypers          | ?                                                     | ?                                                     |
| 1963 | -          | Eddie Scholl           | ?                                                     | ?                                                     |
| 1964 | -          | Leo Kerkhoff           | ?                                                     | ?                                                     |
| 1965 | -          | Rob Hartoch            | ?                                                     | ?                                                     |
| 1966 | -          | Jan Timman             | ?                                                     | ?                                                     |
| 1967 | -          | Jan Timman             | ?                                                     | ?                                                     |
| 1968 | -          | Hans Böhm              | ?                                                     | ?                                                     |
| 1969 | -          | Gert Ligterink         | ?                                                     | ?                                                     |
| 1970 | -          | Rob Witt               | ?                                                     | ?                                                     |
| 1971 | -          | Roy Dieks              | ?                                                     | ?                                                     |
| 1972 | -          | Chistofoor Baljon      | ?                                                     | ?                                                     |
| 1973 | -          | Meindert van der Linde | ?                                                     | ?                                                     |
| 1974 | -          | Roy Dieks              | ?                                                     | ?                                                     |
| 1975 | -          | Roy Dieks              | ?                                                     | ?                                                     |